# Ineta Hopton
Ineta Mackeviča, née le 11 juillet 1992 à Liepāja, est une joueuse professionnelle de squash représentant la Lettonie. Elle atteint en mars 2022 la 42e place mondiale sur le circuit international, son meilleur classement. Elle est championne de Lettonie à de multiples reprises entre 2009 et 2018.

## Biographie
Elle se marie en juin 2023 avec l’entraîneur de squash William Hopton et joue depuis sous le nom de Ineta Hopton,.

## Palmarès

### Titres
- Championnats de Lettonie : 9 titres (2009-2010, 2012-2018)